# Myrmarachne
Myrmarachne is een geslacht van springende spinnen die een mier imiteren door het wuiven van hun voorpoten in de lucht en zo antennes te simuleren. Sommige soorten lijken opvallend als een mier. De Myrmarachne komen vooral voor in de tropen van Afrika en Australië, en enkele soorten in de Amerikaanse continenten.
De geslachtsnaam is een combinatie van het Oudgriekse μύρμηξ, murmēx, "mier" en ἀράχνη, arachnē, 'spin'.

## Soorten
De volgende soorten zijn bij het geslacht ingedeeld:
- Myrmarachne albocincta (C. L. Koch, 1846)
- Myrmarachne albosetosa Wanless, 1978
- Myrmarachne alticeps (Thorell, 1890)
- Myrmarachne andrewi Wanless, 1978
- Myrmarachne andringitra Wanless, 1978
- Myrmarachne angusta (Thorell, 1877)
- Myrmarachne annamita Żabka, 1985
- Myrmarachne annandalei Simon, 1901
- Myrmarachne assimilis Banks, 1930
- Myrmarachne attenuata (Karsch, 1880)
- Myrmarachne attenuata (O. P.-Cambridge, 1901)
- Myrmarachne augusta (Peckham & Peckham, 1892)
- Myrmarachne aurea Ceccarelli, 2010
- Myrmarachne aureonigra Edmunds & Prószyński, 2003
- Myrmarachne bakeri Banks, 1930
- Myrmarachne balinese Prószyński & Deeleman-Reinhold, 2010
- Myrmarachne bamakoi Berland & Millot, 1941
- Myrmarachne bengalensis Tikader, 1973
- Myrmarachne bicolor (L. Koch, 1879)
- Myrmarachne bicurvata (O. P.-Cambridge, 1869)
- Myrmarachne bidentata Banks, 1930
- Myrmarachne biseratensis Badcock, 1918
- Myrmarachne borneensis Peckham & Peckham, 1907
- Myrmarachne brasiliensis Mello-Leitão, 1922
- Myrmarachne brevis Xiao, 2002
- Myrmarachne calcuttaensis Biswas, 1984
- Myrmarachne caliraya Barrion & Litsinger, 1995
- Myrmarachne capito (Thorell, 1890)
- Myrmarachne centralis (Peckham & Peckham, 1892)
- Myrmarachne chapmani Banks, 1930
- Myrmarachne chickeringi Galiano, 1969
- Myrmarachne christae (Prószyński, 2001)
- Myrmarachne circulus Xiao & Wang, 2004
- Myrmarachne clavigera (Thorell, 1877)
- Myrmarachne cognata (L. Koch, 1879)
- Myrmarachne collarti Roewer, 1965
- Myrmarachne concava Zhu et al., 2005
- Myrmarachne confusa Wanless, 1978
- Myrmarachne consobrina Denis, 1955
- Myrmarachne constricta (Blackwall, 1877)
- Myrmarachne cornuta Badcock, 1918
- Myrmarachne corpuzrarosae Barrion, 1981
- Myrmarachne cowani (Peckham & Peckham, 1892)
- Myrmarachne cuneata Badcock, 1918
- Myrmarachne cuprea (Hogg, 1896)
- Myrmarachne debilis (Thorell, 1890)
- Myrmarachne decorata Reimoser, 1927
- Myrmarachne diegoensis Wanless, 1978
- Myrmarachne dilatata (Karsch, 1880)
- Myrmarachne dirangicus Bastawade, 2002
- Myrmarachne dubia (Peckham & Peckham, 1892)
- Myrmarachne dundoensis Wanless, 1978
- Myrmarachne edentata Berry, Beatty & Prószyński, 1996
- Myrmarachne edentula (Peckham & Peckham, 1892)
- Myrmarachne edwardsi Berry, Beatty & Prószyński, 1996
- Myrmarachne eidmanni Roewer, 1942
- Myrmarachne electrica (Peckham & Peckham, 1892)
- Myrmarachne elongata Szombathy, 1915
- Myrmarachne erythrocephala (L. Koch, 1879)
- Myrmarachne eugenei Wanless, 1978
- Myrmarachne eumenes (Simon, 1900)
- Myrmarachne evidens Roewer, 1965
- Myrmarachne exasperans (Peckham & Peckham, 1892)
- Myrmarachne foenisex Simon, 1910
- Myrmarachne foreli Lessert, 1925
- Myrmarachne formica (Doleschall, 1859)
- Myrmarachne formicaria (De Geer, 1778)
  - Myrmarachne formicaria tyrolensis (C. L. Koch, 1846)
- Myrmarachne formosa (Thorell, 1890)
- Myrmarachne formosana (Matsumura, 1911)
- Myrmarachne formosana (Saito, 1933)
- Myrmarachne formosicola Strand, 1910
- Myrmarachne galianoae Cutler, 1981
- Myrmarachne gedongensis Badcock, 1918
- Myrmarachne gigantea Żabka, 1985
- Myrmarachne giltayi Roewer, 1965
- Myrmarachne gisti Fox, 1937
- Myrmarachne glavisi Prószyński & Deeleman-Reinhold, 2010
- Myrmarachne globosa Wanless, 1978
- Myrmarachne grossa Edmunds & Prószyński, 2003
- Myrmarachne guaranitica Galiano, 1969
- Myrmarachne gurgulla Ceccarelli, 2010
- Myrmarachne hanoii Żabka, 1985
- Myrmarachne hesperia (Simon, 1887)
- Myrmarachne hidaspis Caporiacco, 1935
- Myrmarachne himalayensis Narayan, 1915
- Myrmarachne hirsutipalpi Edmunds & Prószyński, 2003
- Myrmarachne hispidacoxa Edmunds & Prószyński, 2003
- Myrmarachne hoffmanni Strand, 1913
- Myrmarachne ichneumon (Simon, 1886)
- Myrmarachne imbellis (Peckham & Peckham, 1892)
- Myrmarachne incerta Narayan, 1915
- Myrmarachne inermichelis Bösenberg & Strand, 1906
- Myrmarachne inflatipalpis Wanless, 1978
- Myrmarachne insulana Roewer, 1942
- Myrmarachne iridescens Banks, 1930
- Myrmarachne isolata Clark & Benoit, 1977
- Myrmarachne jacksoni Prószyński & Deeleman-Reinhold, 2010
- Myrmarachne jacobsoni Reimoser, 1925
- Myrmarachne jajpurensis Prószyński, 1992
- Myrmarachne japonica (Karsch, 1879)
- Myrmarachne jugularis Simon, 1901
- Myrmarachne kiboschensis Lessert, 1925
- Myrmarachne kilifi Wanless, 1978
- Myrmarachne kitale Wanless, 1978
- Myrmarachne kochi Reimoser, 1925
- Myrmarachne kuwagata Yaginuma, 1967
- Myrmarachne laeta (Thorell, 1887)
  - Myrmarachne laeta flava Narayan, 1915
  - Myrmarachne laeta praelonga (Thorell, 1890)
- Myrmarachne laurentina Bacelar, 1953
- Myrmarachne lawrencei Roewer, 1965
- Myrmarachne legon Wanless, 1978
- Myrmarachne leleupi Wanless, 1978
- Myrmarachne leptognatha (Thorell, 1890)
- Myrmarachne lesserti Lawrence, 1938
- Myrmarachne linguiensis Zhang & Song, 1992
- Myrmarachne longiventris (Simon, 1903)
- Myrmarachne luachimo Wanless, 1978
- Myrmarachne luctuosa (L. Koch, 1879)
- Myrmarachne ludhianaensis Sadana & Gupta, 1998
- Myrmarachne lugens (Thorell, 1881)
- Myrmarachne lugubris (Kulczyński, 1895)
- Myrmarachne lulengana Roewer, 1965
- Myrmarachne lulengensis Roewer, 1965
- Myrmarachne lupata (L. Koch, 1879)
- Myrmarachne macleayana (Bradley, 1876)
- Myrmarachne macrognatha (Thorell, 1894)
- Myrmarachne magna Saito, 1933
- Myrmarachne mahasoa Wanless, 1978
- Myrmarachne malayana Edmunds & Prószyński, 2003
- Myrmarachne mandibularis (Thorell, 1890)
- Myrmarachne manducator (Westwood, 1841)
- Myrmarachne maratha Tikader, 1973
- Myrmarachne mariaelenae Edwards & Benjamin, 2009
- Myrmarachne markaha Barrion & Litsinger, 1995
- Myrmarachne marshalli Peckham & Peckham, 1903
- Myrmarachne maxillosa (C. L. Koch, 1846)
  - Myrmarachne maxillosa septemdentata Strand, 1907
- Myrmarachne mcgregori Banks, 1930
- Myrmarachne megachelae Ganesh Kumar & Mohanasundaram, 1998
- Myrmarachne melanocephala MacLeay, 1839
- Myrmarachne melanotarsa Wesolowska & Salm, 2002
- Myrmarachne militaris Szombathy, 1913
- Myrmarachne mocamboensis Galiano, 1974
- Myrmarachne moesta (Thorell, 1877)
- Myrmarachne mussungue Wanless, 1978
- Myrmarachne myrmicaeformis (Lucas, 1871)
- Myrmarachne naro Wanless, 1978
- Myrmarachne natalica Lessert, 1925
- Myrmarachne nemorensis (Peckham & Peckham, 1892)
- Myrmarachne nigella Simon, 1901
- Myrmarachne nigeriensis Wanless, 1978
- Myrmarachne nigra (Thorell, 1877)
- Myrmarachne nitidissima (Thorell, 1877)
- Myrmarachne nubilis Wanless, 1978
- Myrmarachne onceana Barrion & Litsinger, 1995
- Myrmarachne opaca (Karsch, 1880)
- Myrmarachne orientales Tikader, 1973
- Myrmarachne paivae Narayan, 1915
- Myrmarachne palladia Denis, 1958
- Myrmarachne panamensis Galiano, 1969
- Myrmarachne parallela (Fabricius, 1798)
- Myrmarachne patellata Strand, 1907
- Myrmarachne paviei (Simon, 1886)
- Myrmarachne peckhami Roewer, 1951
- Myrmarachne pectorosa (Thorell, 1890)
  - Myrmarachne pectorosa sternodes (Thorell, 1890)
- Myrmarachne penicillata Mello-Leitão, 1933
- Myrmarachne piercei Banks, 1930
- Myrmarachne pinakapalea Barrion & Litsinger, 1995
- Myrmarachne pinoysorum Barrion & Litsinger, 1995
- Myrmarachne pisarskii Berry, Beatty & Prószyński, 1996
- Myrmarachne plataleoides (O. P.-Cambridge, 1869)
- Myrmarachne platypalpa Bradoo, 1980
- Myrmarachne poonaensis Tikader, 1973
- Myrmarachne prognatha (Thorell, 1887)
- Myrmarachne pygmaea (Thorell, 1894)
- Myrmarachne radiata (Thorell, 1894)
- Myrmarachne ramunni Narayan, 1915
- Myrmarachne ransoni Wanless, 1978
- Myrmarachne rhopalota (Thorell, 1895)
- Myrmarachne richardsi Wanless, 1978
- Myrmarachne robusta (Peckham & Peckham, 1892)
- Myrmarachne roeweri Reimoser, 1934
- Myrmarachne rubra Ceccarelli, 2010
- Myrmarachne rufescens (Thorell, 1877)
- Myrmarachne rufisquei Berland & Millot, 1941
- Myrmarachne russellsmithi Wanless, 1978
- Myrmarachne satarensis Narayan, 1915
- Myrmarachne schenkeli Peng & Li, 2002
- Myrmarachne seriatis Banks, 1930
- Myrmarachne shelfordi Peckham & Peckham, 1907
- Myrmarachne simoni (L. Koch, 1879)
- Myrmarachne simonis (Herman, 1879)
- Myrmarachne simplexella Roewer, 1951
- Myrmarachne smaragdina Ceccarelli, 2010
- Myrmarachne solitaria Peckham & Peckham, 1903
- Myrmarachne spissa (Peckham & Peckham, 1892)
- Myrmarachne striatipes (L. Koch, 1879)
- Myrmarachne sumana Galiano, 1974
- Myrmarachne tagalica Banks, 1930
- Myrmarachne tayabasana Chamberlin, 1925
- Myrmarachne thaii Żabka, 1985
- Myrmarachne topali Żabka, 1985
- Myrmarachne transversa (Mukerjee, 1930)
- Myrmarachne tristis (Simon, 1882)
- Myrmarachne turriformis Badcock, 1918
- Myrmarachne uelensis Wanless, 1978
- Myrmarachne uniseriata Narayan, 1915
- Myrmarachne uvira Wanless, 1978
- Myrmarachne vanessae Wanless, 1978
- Myrmarachne vehemens Fox, 1937
- Myrmarachne vestita (Thorell, 1895)
- Myrmarachne volatilis (Peckham & Peckham, 1892)
- Myrmarachne vulgarisa Barrion & Litsinger, 1995
- Myrmarachne wanlessi Edmunds & Prószyński, 2003